# De poder a poder

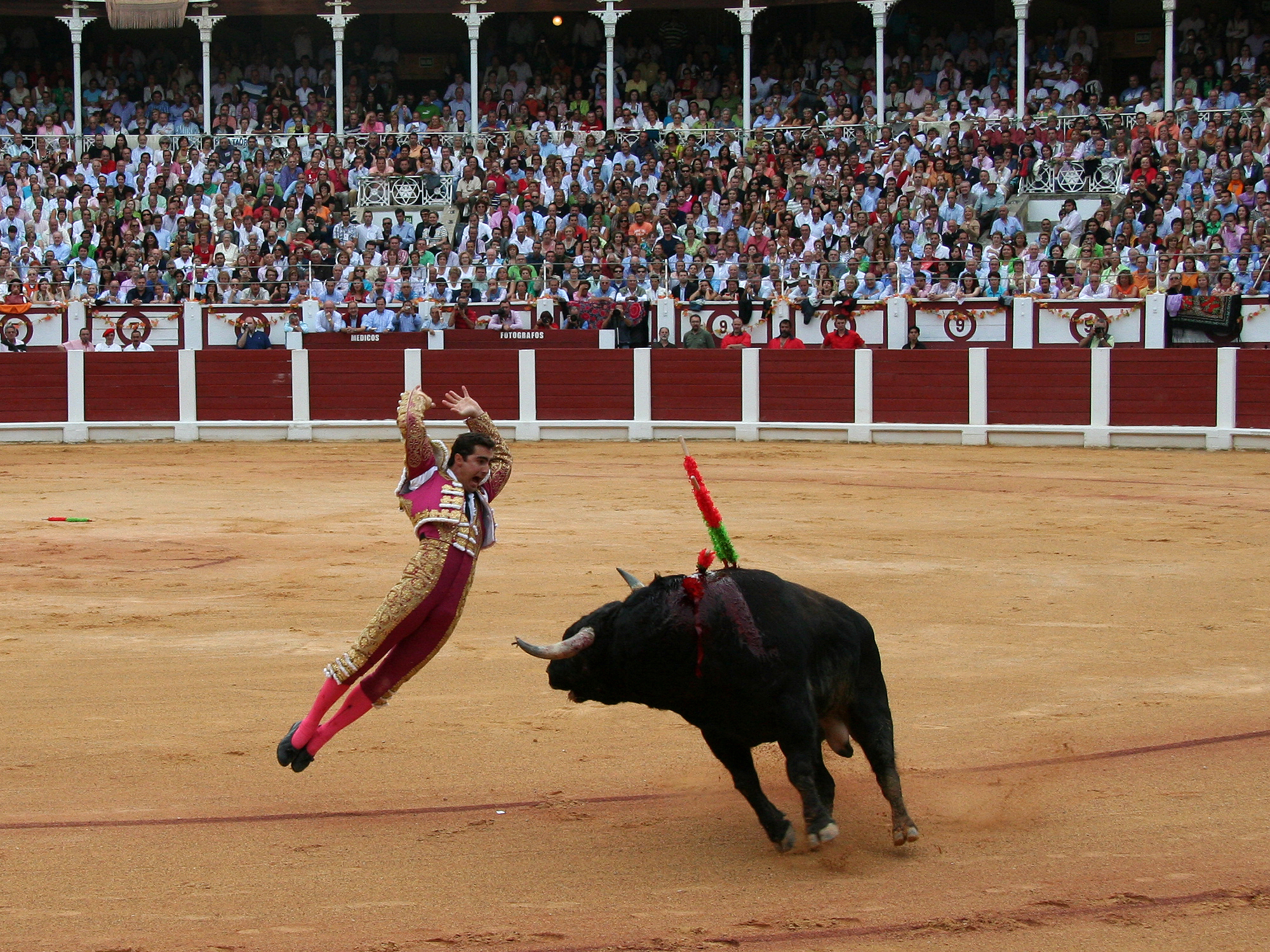
« El Fandi » plante des banderilles de poder a poder

Dans le monde de la tauromachie,  de poder a poder  (« pouvoir à pouvoir ») désigne une manière de « poser », « planter » ou « clouer » les banderilles qui est une variante beaucoup plus risquée du cuarteo.

## Présentation
Cette pose, toute en puissance, est pratiquée seulement par les maestros-banderilleros. L'homme cite le taureau de loin, puis il s'élance en droite ligne, avant de décrire un large arc de cercle pour donner au taureau un maximum d'espace. Il faut que le banderillero soit très rapide à la course pour gagner l'animal de vitesse. Dans les derniers mètres, le torero infléchit sa course et plante les banderilles en prenant appui sur celles-ci par un saut. Cela nécessite un coup d'œil sûr, et une grande force physique.
Carlos Arruza connut, à Madrid, une énorme succès le 18 juin 1944 après sa troisième pose de banderilles de poder a poder. On rapporte que : « la plaza se couvrit de mouchoirs, réclamant déjà l'oreille. »
La même forme de pose peut être exécutée en partant du marchepied (« estribo ») sur lequel le maestro se tient debout avant de s'élancer vers le taureau auquel il laisse une plus grande avance. Cela rend la suerte beaucoup plus impressionnante. Ces banderilles à l'estribo étaient très souvent pratiquées par Victor Mendes, torero athlétique, à qui elles valaient à chaque fois une ovation.